# 向山牧
向山 牧（むこうやま まき、1965年7月5日 - ）は、新潟県新潟市出身の騎手（地方・笠松所属）。

## 来歴
1983年に騎手免許を取得し、叔父の向山勝厩舎所属としてデビュー。勝は定年までにリーディングトレーナーを10度獲得し、数々の故障馬を復活させてきたことで、中央でも「再生師」の名で知られていた。
向山は4月3日に三条第2競走・アポロマリーで初騎乗を果たし、同11日の三条第4競走・アタカール（16戦目）で初勝利を挙げる。
2年目の1984年9月23日には新潟・フクリユージヨテイで100勝に到達し、同年の新潟グランプリでは伏兵チェリーノーザンで強豪セントエリアスの2着に粘らせた。
1986年の新潟ダービー・クリクレーンで重賞初制覇を果たし、1989年8月14日の三条第7競走サラ系一般B3イ・キリライジングで500勝を達成。1990年にはキリサニーで上山の北日本オークスを制し、他地区の重賞を初めて獲得。同年にはシンボリルドルフの初年度産駒で全国で一番早くデビューし、スポーツ紙でも大きく取り上げられたドリームチェスの新馬戦に騎乗。見事勝利して2戦目も勝つが、3戦目に3着に終わったため降板している。
1988年・1990年・1991年の『韓日ジョッキーカップ』、1992年〜1994年・1996年・1997年の『ニイガタジョッキーカップ』と韓国の騎手交流競走に8度出場し、騎手交流競走としては最後になった1997年には優勝した。県競馬が韓国騎手を招待して行われた『日韓チャレンジカップ』では1995年に優勝しており、その他の騎手招待競走では、中央競馬騎手招待も1995年に村本善之・坂井千明・蛯名正義・上村洋行・橋本広喜を抑えて優勝している。
その後は渡辺正治、森川一二三、榎伸彦、酒井忍、山田信大らとリーディングを争い、県競馬のエースとして、1991年から最終年の2001年にかけ9回のリーディングを獲得。
1993年には11月27日の新潟第6競走サラ系一般C1ロ・ミルフォードパレスで1000勝を達成し、オーディンと挑んだ南部杯ではスタートからハナに立ち、最後の直線で猛追するトウケイニセイに交わされるも2着と健闘。地元のモリユウプリンス・グレートホープ・スイフトセイダイには先着し、他地区勢最先着となった。中央・阪神の平安ステークスにも遠征し、好位追走から逃げ粘り、直線半ばまで先頭を譲らず、トーヨーリファールにクビ差2着と大健闘。トミシノポルンガ（笠松）、ミスタートウジン・ホクトベガ・ヤマニングローバル（中央）には先着し、向山自身も「忘れられないレース」と後に語っている。
同年9月4日には函館のシーサイドオープンに出走するが、12頭中12着に終わる。同日の第6競走3歳新馬では山内研二厩舎のダンツダンサーに騎乗し、逃げ切って中央初勝利を挙げる。1995年にはフェブラリーステークスに出走し、逃げて見せ場を作るも16頭中16着に終わった。
1998年にはロバリーハートで群馬記念に騎乗し、グリーンサンダー・メイショウモトナリ・パーソナリティワン・フジノマッケンオー（中央）、カガヤキローマン（大井）と強豪が揃い、初めて全国区の舞台に顔を出した同馬は7番人気の評価であった。レースではスタートしてカガヤキローマンが先手を奪い、中央の有力馬が好位を占める中、道中7番手で距離損なくインコースを回る。勝負所でグリーンサンダーがまず動き始めると、連れてメイショウモトナリも動く。カガヤキローマンは4コーナーで失速するが、3コーナーから仕掛けていたロバリーハートが余裕の手応えで2番手に進出。直線残り300ｍでグリーンサンダーが先頭に立つが、メイショウモトナリは深い砂にスタミナを奪われて手応えが悪くなり、内から外に持ち出したロバリーハートはじりじりと迫って、残り約100ｍでついに馬体が合った。2頭の叩き合いはゴールまでもつれるマッチレースとなり、向山は手を上げていたが、レースは写真判定となった。結果はロバリーハートが鼻差でグリーンサンダーを交わし、新潟所属馬唯一のダートグレード競走制覇を飾る。
2000年にはアクションアラートで新潟ダービーと東北ダービーを制し、中央遠征でも4月23日の京都第7競走4歳500万下で勝利を挙げる。2002年1月1日の新潟第7競走3歳A2・スターグローリアスが県競馬での最後の勝利となり、最後の日となった同4日の新潟第2競走3歳B1・グランドルージュ（9頭中9着）が最後の騎乗となった。
廃止後は榎・長谷川太行と共に笠松へ移籍し、23日の笠松第8競走サラ系C5組・アメージンドリームで移籍後初勝利を挙げる。2003年には上山から移籍してきたミツアキタービンの主戦を東川公則に交替するまで務め、名古屋優駿・サラブレッドチャレンジカップでは共に地方勢最先着の4着に入った。同年2月20日には第2競走サラ系C2一組C・デジタルガールで2000勝、2014年10月30日の第11競走東海クラウン・バンダムミュートスで3000勝を達成。

## 主な騎乗馬
新潟県競馬
- クリクレーン - 1986年新潟ダービー
- アイノロゼツト - 1987年新潟皐月賞
- レイクキヤツスル - 1989年新潟ジュニアカップ
- アリラジヨイナー - 1990年新潟卯月賞
- メデイアシロー - 1990年三条記念
- キリサニー - 1990年北日本オークス（上山）
- トウカイソリツド - 1990年豊栄記念
- ビーエイブル - 1990年越佐記念
- アサクサキャリア - 1991年-1993年朱鷺大賞典、1992年金蹄賞、1993年三条記念
- フジノツヨシ - 1991年砂山賞、1992年シルバー賞（高崎）、1992年, 1995年越佐記念
- キタノムテキ - 1991年若駒賞
- シナノビジョン - 1991年アラブ王冠
- コトノハヤブサ - 1992年新潟皐月賞、1993年若草賞
- ビックファントム - 1992年新潟ジュニアカップ
- ナカヤマリュウ - 1993年新潟卯月賞・新潟アラブ大賞典・アラブ王冠、1994年砂山賞
- オーディン - 1993年新潟記念（県競馬）、1994年平安ステークス（GIII）2着
- ロッコーハヤブサ - 1994年若駒賞
- キタノヤマタケ - 1995年若駒賞・駿馬賞
- ダービーアール - 1995年新潟グランプリ
- ピュアボーイ - 1995年新潟記念
- カルストンラナーク - 1996年新潟グランプリ
- マイネルユリシーズ - 1997年若草賞
- アンビシャスフット - 1997年青山記念
- ロバリーハート - 1997年新潟グランプリ、1998年迎春賞・群馬記念（GIII）・東北サラブレッド大賞典・新潟グランプリ、1999年迎春賞・朱鷺大賞典
- エビスヤマト - 1998年新潟ダービー
- チェイスチェイス - 1999年東北サラブレッド大賞典、2000年迎春賞
- ブルーサクラ - 1999年駿馬賞・若駒賞
- バトールハーン - 1999年青山記念
- アクションアラート - 2000年新潟ダービー・東北ダービー・青山記念
- セントブライト - 2001年若草賞
- ブルーオオマサ - 2001年青山記念

笠松競馬
- ホシオー - 2004年マイル争覇（名古屋）
- メイホウホップ - 2005年兼六園ジュニアカップ（金沢）
- カキツバタフェロー - 2007年ライデンリーダー記念
- アペリラルビー - 2017年のじぎく賞（園田）
- ニュータウンガール - 2019年ライデンリーダー記念
- シャドウチェイサー - 2020年オータムカップ
- ドミニク - 2021年ゴールドウィング賞、2022年クイーンカップ
- ニホンピロヘンソン - 2022年白銀争覇
- ストームドッグ - 2023年東海ゴールドカップ

中央競馬
- トーセンオリオン - 2003年アイビスサマーダッシュ3着
- スーパージーン - 2004年新潟大賞典3着

その他
- ナリタハヤブサ
- ナリタホマレ
- ミツアキタービン